# Parnassia trinervis
Parnassia trinervis là một loài thực vật có hoa trong họ Dây gối. Loài này được Drude mô tả khoa học đầu tiên năm 1875.